# Mary Baker Eddy House
Das Mary Baker Eddy House ist das ehemalige Wohnhaus von Mary Baker Eddy und heutiges Museum in Lynn im Bundesstaat Massachusetts der Vereinigten Staaten. Seit 1996 ist es Contributing Property zum Diamond Historic District, 2021 wurde es als National Historic Landmark in das National Register of Historic Places aufgenommen.

## Historische Bedeutung
Das um 1870 errichtete, zweieinhalbstöckige Haus besteht vollständig aus Holz und verfügt über für den Baustil typische äußerliche Verzierungen, wie bspw. paarweise angeordnete Italianate-Konsolen am Giebel und an der Traufe. Es erlangt seine Bedeutung durch Mary Baker Eddy, die Begründerin der Glaubenslehre Christian Science. Von 1875 bis 1882 lebte sie in diesem Haus, das seit 1902 der Christian-Science-Kirche gehört und heute als Museum für die Öffentlichkeit zugänglich ist.